# Fargångstjärnarna (Lycksele socken, Lappland, 719560-165241)
Fargångstjärnarna är en sjö i Lycksele kommun i Lappland och ingår i Umeälvens huvudavrinningsområde.